# Outing (Film)
Outing ist ein österreichischer Dokumentarfilm, der das Leben eines pädophilen Mannes über vier Jahre verfolgt. Das Konzept von Sebastian Meise und Thomas Reider entstand bei den Recherchen zu ihrem preisgekrönten Film Stillleben.

## Inhalt
Der Dokumentarfilm porträtiert den jungen Archäologen Sven, dem seit seiner Pubertät klar ist, dass er sich sexuell zu Kindern hingezogen fühlt. Sven spricht offen über seine pädophile Neigung und sein Ziel, diese niemals in die Tat umzusetzen. Der Film begleitet seinen Protagonisten vier Jahre lang, zeigt seinen inneren Kampf und wirft Fragen auf nach moralischen Grenzen, danach, welchen Platz Menschen wie Sven in der Gesellschaft haben können.

## Kritiken
„So starr vor Stille ist es im Kinosaal selten.“

„Die Spannung des Films entsteht, weil Meise und sein Koregisseur Thomas Reider die Grenzen des Darstellbaren beständig nachjustieren müssen.“

“Filmmakers Sebastian Meise and Thomas Reider spend years observing Sven as he sets boundaries for himself and struggles with this most taboo sexual disorder. His very public confession in this film and his genuine attempts to seek professional help enable us to better understand these very complex desires.”

“Whatever you think of the guy, it's hard not to sympathize with him – the roots of his longings seem very deep, and he wants so badly not to be who he is. Wisely, Meise and Reider keep their feelings to themselves, letting Sven tell his story without judgment.”

„Der Dokumentarfilm ‚Outing‘ ist ein erstaunlich offener und zugleich beklemmender Einblick in die Gedankenwelt einer ‚tickenden Zeitbombe‘.“

„Wie alle relevanten Dokumentarfilme wirft ‚Outing‘ für jede Frage, die er beantwortet, eine ganze Reihe von neuen auf. Einige betreffen uns ganz grundsätzlich, etwa unsere Haltung gegenüber potentiellen Tätern: Wieviel Freiheit gestehen wir den Gedanken tatsächlich zu? Und wie verändert das Wissen um eine Neigung unser Verhältnis zu einem Menschen?“

“Meise and Reider are careful to handle their controversial and disturbingly personable subject with an even hand. In fact, save for one interview, the narrative avoids vilification, having a natural trajectory of its own to fuel the template of documentary horror.”

“I highly recommend seeing this film if you ever have the chance. (…) Young Sven is one of the bravest people I’ve ever seen, and the very act of putting himself out there so completely – of documenting something so overwhelming to him for such a long period of time – all serves to make even complete strangers in a theatre halfway around the globe genuinely care about what happens to him from here.”